# Ganglio
Il ganglio (/ˈɡaŋɡljo/) è una struttura nervosa appartenente al sistema nervoso periferico, con l'aspetto di un piccolo rigonfiamento rotondo, dato da un ammasso di pirenofori neuronali e posto lungo il decorso dei nervi (nell'uomo e negli altri mammiferi). Si distinguono i gangli del sistema neurovegetativo o viscerali e quelli sensitivi o encefalospinali.
I primi fungono da stazione intermedia nella trasmissione degli impulsi e contengono neuroni che trasmettono gli impulsi ad altri elementi nervosi (neuroni postgangliari). I gangli sensitivi, invece, si trovano lungo il decorso delle radici dorsali, nei nervi spinali e lungo il primo tratto di alcuni dei nervi cranici; in essi non avviene la ripetizione ma soltanto il transito degli impulsi nervosi, data la natura unipolare dei neuroni contenuti in essi.
- I gangli sensitivi sono associati al V, VII, IX e X nervo cranico e ai nervi sensitivi che giungono al midollo spinale.
- I gangli autonomi, invece, mediano gli impulsi del sistema nervoso simpatico inducendo vari effetti, come la contrazione della muscolatura liscia, effetti sulla contrattilità cardiaca e la secrezione di alcune ghiandole.

## Ulteriori utilizzi del termine
La parola è utilizzata anche in senso figurato per esprimere la funzione centrale di un elemento in un sistema. I nuclei della base, ossia quegli ammassi di sostanza grigia posti alla base della struttura telencefalica coinvolti nei circuiti interni delle vie extrapiramidali, sono chiamati anche gangli della base, anche se oggigiorno questa denominazione è perlopiù ritenuta scorretta, riferendosi alla definizione data di ganglio (vedi sopra), per cui si preferisce utilizzare l'espressione "nuclei della base".